# Ефект Алчяна-Аллена
Ефект Алчяна–Аллена (англ. Alchian–Allen effect) — економічний феномен, що був описаний в книзі «Університетська економіка» (англ. University Economics), Арменом Алчяном і Вільямом Алленом в 1964 році. Його суть полягає в тому, що якщо для двох товарів замінників, різного сорту — високого і низького, але одного і того ж продукту, ціна на фіксовану кількість товару збільшується одночасно (наприклад транспортні витрати, податки) обсяг споживання продукту вищої якості змінюється істотніше. Це відбувається через те, що збільшення ціни на одиницю товару зменшує відносну ціну високоякісного товару.

## Прикладні прояви ефекту
Наприклад, високоякісна кокосова олія коштує 4$ за 0,5 кг, а низькоякісна — 2$ за 0,5 кг. Тут ми бачимо, що високоякісна продукція коштує дорожче, ніж низькоякісна. Тепер додаємо вартість доставки, це приблизно 1$ за 0.5 кг. Дійсні фактичні ціни на даний момент складуть 5$ і 3$ за 0,5 кг; високоякісна олія тепер коштує всього в 1,6 рази дорожче, ніж низькоякісна олія, тому це може повливати на вибір немісцевого споживача обирати високоякісну продукцію високої і низької якості, ніж місцевого покупця кокосової олії.

Інший приклад: ефект був вивчений стосовно наркотиків, і було доведено, що вміст активних речовин в марихуані збільшується у відповідь на збільшення бюджетів правоохоронних органів, аналогічний ефект збільшення міцності алкоголю був помічений під час сухого закону в США. Цей ефект називають «залізним законом» або «кардинальним правилом» заборон.

## Прояви ефекту у вітчизняній економіці
Цей ефект також проявив себе і в Україні. Було доведено, що споживання сигарет збільшувалось разом із зростанням цін на них.